# Gran Premio d'Italia 1972
Il Gran Premio d'Italia 1972, XLIII Gran Premio d'Italia e decima gara del campionato di Formula 1 del 1972, si è svolto il 10 settembre sul Circuito di Monza ed è stato vinto da Emerson Fittipaldi su Lotus-Ford Cosworth.

## Contesto
Dopo la precedente edizione, passata agli annali della Formula 1 per l'arrivo in volata di quattro vetture nello spazio di soli 18 centesimi di secondo, corsa a più di 240 km/h di media, per questa edizione furono create due chicane onde rallentare i concorrenti e aumentare la sicurezza.

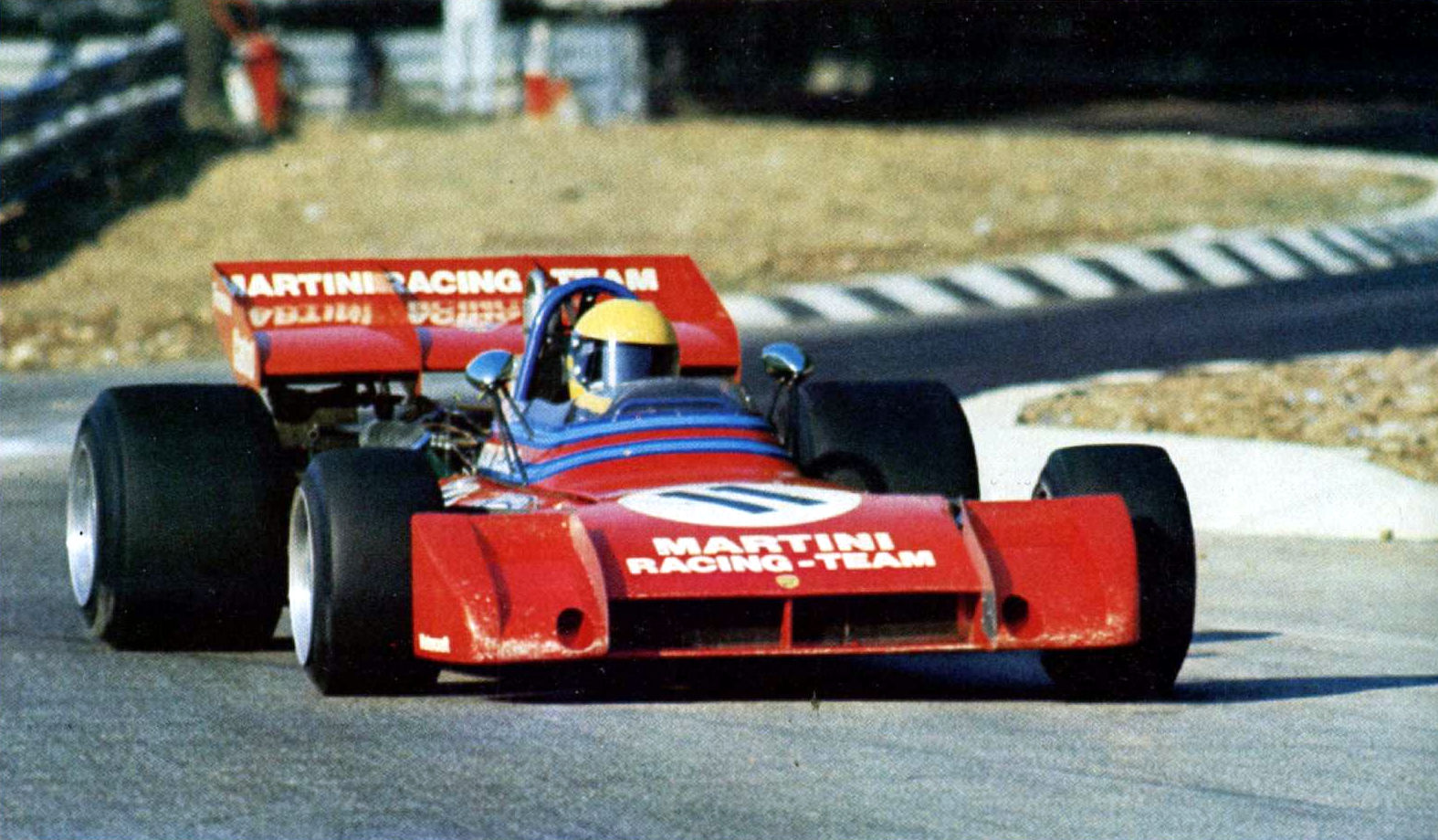
La Tecno di Nanni Galli all'uscita della nuova variante Mirabello introdotta in quest'edizione.

La prima fu realizzata all'altezza della biforcazione tra il tracciato stradale e l'anello di Alta Velocità e consisteva in un varco di una decina di metri nel guard rail che separava le due sezioni del circuito, in quel punto adiacenti: i piloti percorrevano il largo rettilineo di partenza/arrivo mantenendosi sul lato destro (vicino al muretto box, come per imboccare l'anello), per poi attraversare il varco e portarsi sul lato sinistro e dirigersi verso la curva Grande. Alla partenza, però, tale variante non veniva utilizzata, coi concorrenti che prendevano il via mantenendo il lato sinistro dell'ampia sede stradale.
La seconda variante, detta del Mirabello, fu invece costruita all'altezza della vecchia curva del Vialone che immetteva sul rettilineo opposto ai box: una sezione di asfalto lunga poche decine di metri fu realizzata all'interno della curva preesistente, all'altezza del "punto di corda", coi piloti costretti a rallentare molto per poter affrontare il primo secco sinistra-destra e poi ritornare sul vecchio asfalto con un meno brusco destra-sinistra.
La Lotus temeva ancora di incorrere in problemi legali sul territorio italiano, in seguito all'incidente mortale di Jochen Rindt nel 1970, e pertanto non schierò come team "ufficiale" la vettura di Emerson Fittipaldi, ancora in corsa per il titolo mondiale, ma la iscrisse, come fatto già l'anno precedente, sotto le insegne della squadra "World Wide Racing".
La Ferrari schierò una terza vettura per Mario Andretti, mentre la Surtees portò quattro auto dal momento che al fondatore del team, John Surtees, si aggiunsero altri tre piloti, Tim Schenken, Mike Hailwood e Andrea De Adamich, per quello che sarebbe stato il suo ultimo Gran Premio. La Tecno schierò per la prima volta due veicoli per Nanni Galli e Derek Bell, che in precedenza si erano alternati nell'abitacolo della singola vettura disponibile.

## Qualifiche
La prima fila era composta da due vetture con motori a dodici cilindri, vale a dire la Ferrari 312B2 di Jacky Ickx e la Matra MS120D di Chris Amon. Dietro di essi si erano qualificati Jackie Stewart, Clay Regazzoni, Emerson Fittipaldi e Denis Hulme, mentre Henri Pescarolo e Derek Bell non riuscirono a qualificarsi poiché la griglia di partenza era limitata a sole 25 vetture.
| Pos | No | Pilota               | Costruttore  | Squadra                         | Tempo   | Gap   |
| --- | -- | -------------------- | ------------ | ------------------------------- | ------- | ----- |
| 1   | 4  | Jacky Ickx           | Ferrari      | Scuderia Ferrari SpA SEFAC      | 1:35.65 |       |
| 2   | 20 | Chris Amon           | Matra        | Equipe Matra Sports             | 1:35.69 | +0.04 |
| 3   | 1  | Jackie Stewart       | Tyrrell-Ford | Elf Team Tyrrell                | 1:35.79 | +0.14 |
| 4   | 5  | Clay Regazzoni       | Ferrari      | Scuderia Ferrari SpA SEFAC      | 1:35.83 | +0.18 |
| 5   | 14 | Denny Hulme          | McLaren-Ford | Yardley Team McLaren            | 1:35.97 | +0.32 |
| 6   | 6  | Emerson Fittipaldi   | Lotus-Ford   | World Wide Racing               | 1:36.29 | +0.64 |
| 7   | 3  | Mario Andretti       | Ferrari      | Scuderia Ferrari SpA SEFAC      | 1:36.32 | +0.67 |
| 8   | 15 | Peter Revson         | McLaren-Ford | Yardley Team McLaren            | 1:36.42 | +0.77 |
| 9   | 10 | Mike Hailwood        | Surtees-Ford | Brooke Bond Oxo Team Surtees    | 1:36.50 | +0.85 |
| 10  | 24 | Reine Wisell         | BRM          | Marlboro BRM                    | 1:36.68 | +1.03 |
| 11  | 30 | Carlos Reutemann     | Brabham-Ford | Motor Racing Developments Ltd   | 1:37.12 | +1.47 |
| 12  | 23 | Peter Gethin         | BRM          | Marlboro BRM                    | 1:37.21 | +1.56 |
| 13  | 28 | Graham Hill          | Brabham-Ford | Motor Racing Developments Ltd   | 1:37.61 | +1.96 |
| 14  | 2  | François Cevert      | Tyrrell-Ford | Elf Team Tyrrell                | 1:37.79 | +2.14 |
| 15  | 29 | Wilson Fittipaldi    | Brabham-Ford | Motor Racing Developments Ltd   | 1:37.82 | +2.17 |
| 16  | 21 | Jean-Pierre Beltoise | BRM          | Marlboro BRM                    | 1:37.86 | +2.21 |
| 17  | 22 | Howden Ganley        | BRM          | Marlboro BRM                    | 1:37.91 | +2.26 |
| 18  | 26 | Carlos Pace          | March-Ford   | Team Williams Motul             | 1:37.98 | +2.33 |
| 19  | 7  | John Surtees         | Surtees-Ford | Team Surtees                    | 1:38.31 | +2.66 |
| 20  | 18 | Niki Lauda           | March-Ford   | STP March Racing Team           | 1:38.52 | +2.87 |
| 21  | 9  | Andrea De Adamich    | Surtees-Ford | Ceramica Pagnossin Team Surtees | 1:38.60 | +2.95 |
| 22  | 8  | Tim Schenken         | Surtees-Ford | Team Surtees                    | 1:38.61 | +2.96 |
| 23  | 11 | Nanni Galli          | Tecno        | Martini Racing Team             | 1:38.64 | +2.99 |
| 24  | 19 | Ronnie Peterson      | March-Ford   | STP March Racing Team           | 1:38.70 | +3.05 |
| 25  | 16 | Mike Beuttler        | March-Ford   | Clarke-Mordaunt-Guthrie Racing  | 1:39.73 | +4.08 |
| DNQ | 25 | Henri Pescarolo      | March-Ford   | Team Williams Motul             | 1:40.21 | +4.56 |
| DNQ | 12 | Derek Bell           | Tecno        | Martini Racing Team             | 1:42.07 | +6.42 |

## Gara

Il ferrarista Jacky Ickx, autore di pole position e giro più veloce, fu costretto al ritiro per problemi elettrici.

| Pos | No | Pilota               | Costruttore  | Giri | Tempo/Ritiro     | Pos. Griglia | Punti |
| --- | -- | -------------------- | ------------ | ---- | ---------------- | ------------ | ----- |
| 1   | 6  | Emerson Fittipaldi   | Lotus-Ford   | 55   | 1:29:58.4        | 6            | 9     |
| 2   | 10 | Mike Hailwood        | Surtees-Ford | 55   | + 14.5           | 9            | 6     |
| 3   | 14 | Denny Hulme          | McLaren-Ford | 55   | + 23.8           | 5            | 4     |
| 4   | 15 | Peter Revson         | McLaren-Ford | 55   | + 35.7           | 8            | 3     |
| 5   | 28 | Graham Hill          | Brabham-Ford | 55   | + 1:05.6         | 13           | 2     |
| 6   | 23 | Peter Gethin         | BRM          | 55   | + 1:21.9         | 12           | 1     |
| 7   | 3  | Mario Andretti       | Ferrari      | 54   | + 1 Giro         | 7            |       |
| 8   | 21 | Jean-Pierre Beltoise | BRM          | 54   | + 1 Giro         | 16           |       |
| 9   | 19 | Ronnie Peterson      | March-Ford   | 54   | + 1 Giro         | 24           |       |
| 10  | 16 | Mike Beuttler        | March-Ford   | 54   | + 1 Giro         | 25           |       |
| 11  | 22 | Howden Ganley        | BRM          | 52   | + 3 Giri         | 17           |       |
| 12  | 24 | Reine Wisell         | BRM          | 51   | + 4 Giri         | 10           |       |
| 13  | 18 | Niki Lauda           | March-Ford   | 50   | + 5 Giri         | 20           |       |
| Ret | 4  | Jacky Ickx           | Ferrari      | 46   | Probl. Elettrici | 1            |       |
| Ret | 20 | Chris Amon           | Matra        | 38   | Freni            | 2            |       |
| Ret | 9  | Andrea De Adamich    | Surtees-Ford | 33   | Freni            | 21           |       |
| Ret | 29 | Wilson Fittipaldi    | Brabham-Ford | 20   | Sospensione      | 15           |       |
| Ret | 7  | John Surtees         | Surtees-Ford | 20   | Alimentazione    | 19           |       |
| Ret | 8  | Tim Schenken         | Surtees-Ford | 20   | Testacoda        | 22           |       |
| Ret | 5  | Clay Regazzoni       | Ferrari      | 16   | Collisione       | 4            |       |
| Ret | 26 | Carlos Pace          | March-Ford   | 15   | Collisione       | 18           |       |
| Ret | 30 | Carlos Reutemann     | Brabham-Ford | 14   | Sospensione      | 11           |       |
| Ret | 2  | François Cevert      | Tyrrell-Ford | 14   | Motore           | 14           |       |
| Ret | 11 | Nanni Galli          | Tecno        | 6    | Motore           | 23           |       |
| Ret | 1  | Jackie Stewart       | Tyrrell-Ford | 0    | Frizione         | 3            |       |

## Statistiche
Piloti
- 1º titolo mondiale per Emerson Fittipaldi
- 6° vittoria per Emerson Fittipaldi
- 13ª e ultima pole position per Jacky Ickx
- 1° podio per Mike Hailwood
- 14º e ultimo giro più veloce per Jacky Ickx
- Ultimo Gran Premio per John Surtees

Costruttori
- 5º titolo mondiale per la Lotus
- 47ª vittoria per la Lotus
- 60ª pole position per la Ferrari
- 1° podio per la Surtees
- 80° podio per la Lotus
- 60º giro più veloce per la Ferrari

Motori
- 49ª vittoria per il motore Ford Cosworth
- 60ª pole position per il motore Ferrari
- 60º giro più veloce per il motore Ferrari

Giri al comando
- Jacky Ickx (1-13, 17-45)
- Clay Regazzoni (14-16)
- Emerson Fittipaldi (46-55)

## Classifiche

### Piloti
| Pos. | Pilota               | Punti |
| ---- | -------------------- | ----- |
| 1    | Emerson Fittipaldi   | 61    |
| 2    | Denny Hulme          | 31    |
| 3    | Jackie Stewart       | 27    |
| 4    | Jacky Ickx           | 25    |
| 5    | Peter Revson         | 17    |
| 6    | Clay Regazzoni       | 13    |
| 7    | Mike Hailwood        | 13    |
| 8    | Chris Amon           | 11    |
| 9    | Jean-Pierre Beltoise | 9     |
| 10   | François Cevert      | 9     |
| 11   | Ronnie Peterson      | 9     |
| 12   | Howden Ganley        | 4     |
| 13   | Brian Redman         | 4     |
| 14   | Graham Hill          | 4     |
| 15   | Andrea De Adamich    | 3     |
| 16   | Mario Andretti       | 3     |
| 17   | Carlos Pace          | 3     |
| 18   | Tim Schenken         | 2     |
| 19   | Arturo Merzario      | 1     |
| 20   | Peter Gethin         | 1     |

### Costruttori
| Pos. | Team         | Punti |
| ---- | ------------ | ----- |
| 1    | Lotus-Ford   | 61    |
| 2    | McLaren-Ford | 39    |
| 3    | Tyrrell-Ford | 33    |
| 4    | Ferrari      | 29    |
| 5    | Surtees-Ford | 18    |
| 6    | BRM          | 14    |
| 7    | March-Ford   | 12    |
| 8    | Matra        | 11    |
| 9    | Brabham-Ford | 4     |